# Cubasortvåge
Cubasortvåge (Buteogallus gundlachii) er en rovfugl i familien Accipitridae. Den er endemisk for Cuba og flere småøer udfor kysten.

## Taksonomi
Den tyske ornitolog Jean Cabanis beskrev cubasortvågen i 1855. Det blev af de fleste autoriteter betragtet som en underart af sortvåge (Buteogallus anthracinus), skønt dens levevis var dårligt undersøgt. I 2007 klassificerede American Ornithological Society den imidlertid som en separat art baseret på en anderledes stemme og fjerdragt.
Det er en af ni arter i slægten Buteogallus, der alle lever i den nye verden.

## Beskrivelse
Arten har en gennemsnitlig kropslængde på 53 cm. Fjerdragten er hovedsageligt mørkebrun på grænsen til sort. En lysere grålig eller hvidlig plet kan være til stede i ansigtet mellem næbbet og øjet. Hvide pletter i bunden af håndsvingfjerene er synlige under flyvningen. Halen er stribet med brede sorte og hvide bånd. Benene er gule, og næbbet er gult med sort spids. Generelt har hunner en tendens til at være lidt større end hanner.

## Udbredelse og levested
Cubasortvågen er endemisk for Cuba, hvor den primært findes i kyst- og mangroveområder og på Isla de la Juventud. Den forekommer også i skovklædte områder og endda i nærheden af bjerge på hovedøen og på flere nærliggende koralrevs-øer. Imidlertid observeres den oftest i højder mindre end 800 moh.

## Økologi
Arten lever hovedsageligt af krabber og tager også små hvirveldyr (fisk, firben, gnavere og fugle). Cubasortvåger yngler hovedsageligt mellem marts og juni, men kan gøre det allerede i januar. Reden bygges i den nederste del af mangrovetræernes krone og er generelt lavet af mangrovekviste og foret med løv. Her lægger hunnen et eller to mørkplettede æg (42–56 mm lange). Arten er monogam og danner langvarige par.

## Status
Arten er i IUCN's rødliste anført som næsten truet (NT). Den samlede bestandsstørrelse er skønnet til mindre end 2.500 fugle i 2012. Tallet antages at være faldende på grund af den fortsatte ødelæggelse og dræning af dens levesteder, hvilket også øger fragmenteringen af bestanden.